# Шепітько Лариса Юхимівна
Шепітько Лариса Юхимівна (* 6 січня 1938, Артемівськ, Сталінська область (нині Донецька область), Українська РСР, СРСР — 2 липня 1979, Калінінська область, РРФСР, СРСР) — радянська кінорежисерка, сценаристка, акторка українського походження. Заслужений діяч мистецтв РРФСР (1974). Лауреат Державної премії СРСР (1979, посмертно). Член Спілки кінематографістів РРФСР.

## Життєпис
Лариса Шепітько народилася 6 січня 1938 року в місті Артемівськ (нині Бахмут) Донецької області. Мати Єфросинія Ткач, одна виховувала трьох дітей. Батько Лариси пішов із сім'ї, коли вона була маленькою.
У 1954 році закінчила середню школу у Львові.
У 1955 вступила до Всесоюзного державного інституту кінематографії на режисерський факультет (майстерня Олександра Довженка, після його смерті в 1956 — майстерня Михайла Чіаурелі). 
На етапі монтажу картини Шепітько «Спека» допомагав Елем Клімов, також студент ВДІКу. 1963 року вона одружується з ним, в 1973 народжує сина Антона.
Шепітько була містикесою — вірила, що жила вже кілька разів. У 1978 році, бувши в Болгарії, відвідала Вангу, яка напророкувала їй швидку смерть. Почувши це, Шепітько в той же день разом з подругою пішла у храм і взяла з неї присягання піклуватися про її сина Антона в разі її смерті.
Похована на Кунцевському кладовищі в Москві.

## Кар'єра
Ще в студентські роки знялася в кількох фільмах як акторка, в тому числі в «Поемі про море» (1958), початій Довженком та завершеній його дружиною, Юлією Солнцевою.
Перший повнометражний фільм Лариси Шепітько — дипломна робота «Спека» (1963) за повістю Чингіза Айтматова «Верблюжі очі» — знімався в Киргизії, де якраз незадовго до цього була реорганізована Кіностудія документально-художніх фільмів, що одержала в 1961 назву «Киргизфільм». Фільм «Спека» був відзначений премією за дебют на МКФ у Карлових Варах (1964).

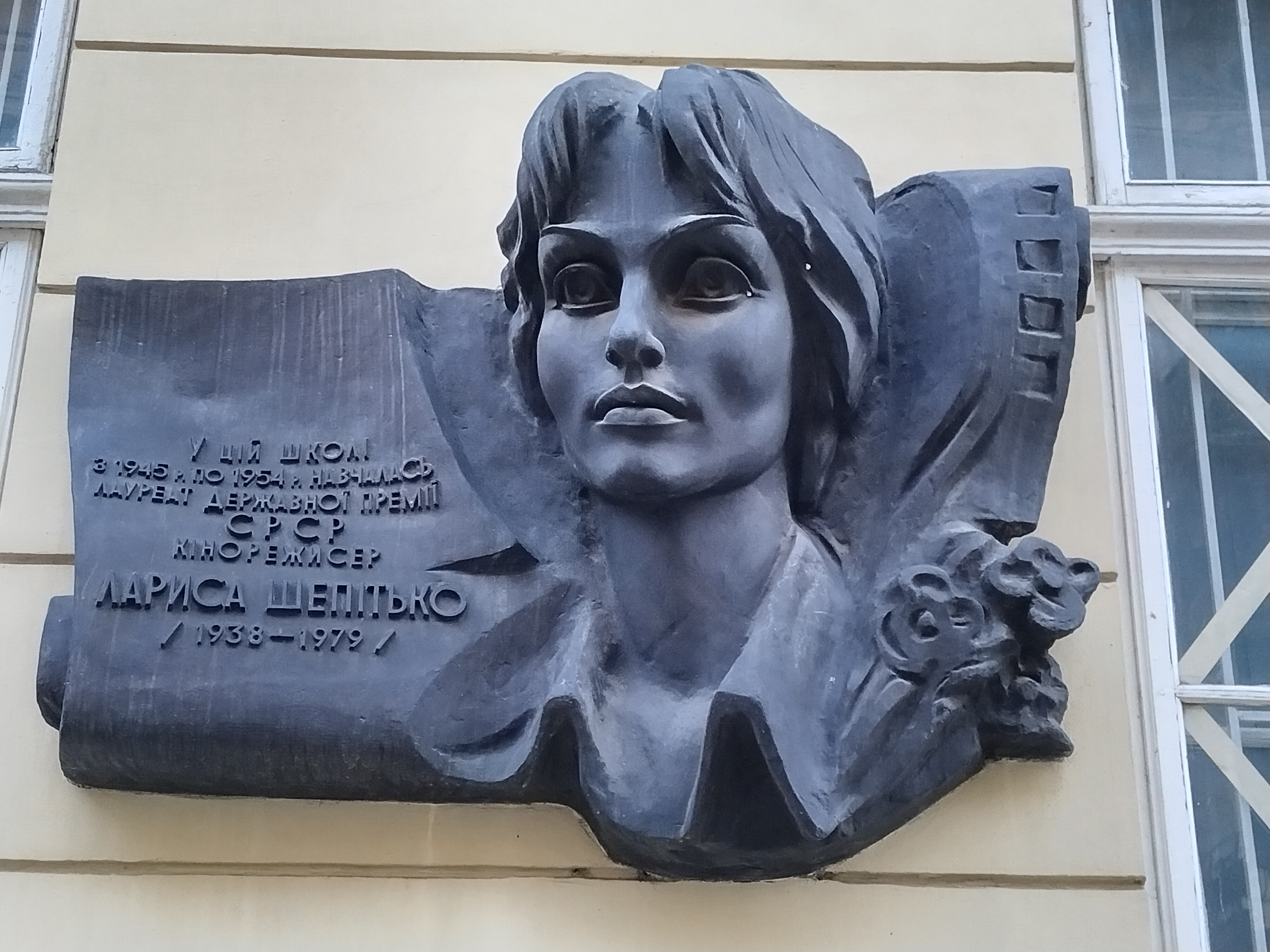
Меморіальна таблиця Ларисі Шепітько на вул. Ковжуна, 8 у Львові

Популярність Шепітько приніс її другий фільм — «Крила» (1966) про долю повоєнної льотчиці Наталії Петрухіної. Одну з найкращих своїх ролей у цьому фільмі виконала Майя Булгакова, визнана в 1966] «найкращою акторкою року».
Наступний фільм — «Батьківщина електрики» (за мотивами оповідання Андрія Платонова)  — знімався в селі Сєроглазка Астраханської області, причому в картині були зайняті й багато непрофесійних виконавців — мешканців села. Фільм разом із новелами «Ангел» А. С. Смирнова та «Мотря» Г. С. Габая мав увійти в кіноальманах «Початок незнаного століття», який студія «Мосфільм» готувала до 50-річчя жовтневого перевороту. Однак із цензурних міркувань ні «Батьківщину електрики», ні «Ангела» не випустили на екран (картину вдалося відновити й показати аудиторії тільки через 20 років, у 1987). До речі, саме Андрій Смирнов незабаром зняв свій найвідоміший фільм «Білоруський вокзал» (1970), знімання якого спочатку планували доручити Ларисі Шепітько.
Потім Шепітько знімає свій перший кольоровий фільм: новорічну музичну казку «О тринадцятій годині ночі» (1969), — із такими відомими акторами, як Володимир Басов, Георгій Віцин, Зіновій Гердт, Спартак Мішулін, Анатолій Папанов.
Друга (й остання) кольорова картина режисерки «Ти і я» (1972) знята за сценарієм Лариси Шепітько і Геннадія Шпаликова і присвячена їх поколінню тридцятилітніх. Герої фільму — Петро і Сашко, талановиті вчені-медики, які «заради випадкових і необов'язкових успіхів, заради престижних перспектив… відклали свій талант на час (як вони вважали) і були спрямовані у світ матеріально-ділових завоювань». Головні ролі у фільмі зіграли Леонід Дьячков, Юрій Візбор і Алла Демидова. У тому ж році на МКФ у Венеції режисерка була нагороджена за цю картину медаллю в конкурсі молодого кіно.
У 1974 Шепітько надано звання Заслуженої діячки мистецтв РСФСР.
Незабаром починаються знімання фільму «Сходження» за повістю Василя Бикова «Сотников». У цьому фільмі перші великі ролі блискуче зіграли молоді актори Борис Плотников і Володимир Гостюхін. Фільм перебував на межі заборони й вийшов на екрани лише після втручання першого секретаря ЦК КП Білорусі Петра Машерова. «Сходження» — сильна екзистенційна драма про віру і зраду — була відзначена головними призами Всесоюзного кінофестивалю в Ризі, а на міжнародному кінофестивалі в Західному Берліні фільм отримав Гран-прі «Золотий ведмідь», премії ФІПРЕССІ і екуменічного журі.
Міжнародна репутація Шепітько зростала, і в 1978 році її запросили увійти до журі Берлінського кінофестивалю.
Після відвідин Ванги режисерка готує сценарій фільму «Матера» за повістю Валентина Распутіна «Прощання з Матерою». Фільмування мали проходити на озері Селігер і на початку червня 1979 туди була запланована кіноекспедиція.
Рано вранці 2 липня 1979 кінознімальна «Волга»-пікап на пустельному шосе з невстановленої причини вийшла на смугу зустрічного руху і врізалась у вантажівку, що мчала назустріч. На 137-му кілометрі Ленінградського шосе в бік Твері, поблизу селища Редкіно, обірвалося життя Лариси Шепітько і членів знімальної групи (в машині були також оператор Володимир Чухнов, художник Юрій Фоменко та їхні асистенти).
Роботу над фільмом «Матера» завершив чоловік Лариси Шепітько, кінорежисер Елем Клімов, який назвав картину «Прощання» (1982). Він також зняв документальний фільм «Лариса» (1980), змонтований із фрагментів її фільмів та інтерв'ю з її колегами.

## Фільмографія

### Режисерка, сценаристка
- «Спека» (1963, дипломна робота ВДІКу за повістю Ч. Айтматова «Верблюже око»; співавт. сценар.)
- «Крила» (1966)
- «Батьківщина електрики» (новела друга в кіноальманаху «Початок невідомого століття») (1967, за оповіданням А. Платонова)
- «О тринадцятій годині ночі» (1968)
- «Ти і я» (1971, сценаристка у співавт. з Г. Шпаликовим),
- «Сходження» (1976, співавт. сценар.)
- «Прощавання» (1982, співавт. сценар.)

### Акторські роботи
- «Карнавальна ніч» (1956, епізод, немає в титрах)
- «Поема про море» (1958, реж. О. Довженко, Ю. Солнцева; епізод, немає в титрах)
- «Таврія» (1959, Ганна),
- «Звичайна історія» (1960, Ніна)
- «Спорт, спорт, спорт» (1970, цариця)
- «Агонія» (1974, епізод, немає в титрах)

## Фестивалі та премії
- 1963 — Огляд-конкурс кінематографістів республік Середньої Азії і Казахстану: Приз (1963 «Спека»)
- 1964 — Всесоюзний кінофестиваль: Премія за режисуру (1963 «Спека»)
- 1964 — Кінофестиваль у Карлових Варах: Велика премія симпозіуму молодих кінематографістів (1963 «Спека»)
- 1965 — МКФ країн Азії та Африки у Франкфурті-на-Майні: Диплом журі (1963 «Спека»)
- 1972 — Венеційський кінофестиваль: Срібний приз програми «Венеція — молодь» (1971 «Ти і я»)
- 1977 — «Фестиваль Свободи» в Сопоті: Приз «Статуя Свободи» (1976 «Сходження»)
- 1977 — Всесоюзний кінофестиваль: Головна премія та Приз Спілки кінематографістів (1976 «Сходження»)
- 1977 — МКФ в Берліні: Гран-прі «Золотий ведмідь» (1976 «Сходження»)
- 1977 — МКФ у Берліні: Приз FIPRESCI (1976 «Сходження»)
- 1977 — МКФ у Берліні: Премія OSIC Міжнародного католицького кіноцентру (1976 «Сходження»)
- 1979 — Державна премія СРСР: «За фільми останніх років» (посмертно) (1976 «Сходження»)
- 1988 — МКФ у Берліні: Участь у Програмі «Forum» (1967 кіноальманах Початок невідомого століття")
- 1990 — МКФ у Берліні: Участь у Програмі «Retrospective» (1976 «Сходження»)[3]